# Club Deportivo Guerreros de Xico
El Club Deportivo Guerreros de Xico fue un equipo de fútbol de la Ciudad de México. Participaba en la Serie B de la Segunda División de México. Jugaba sus partidos de local en el Estadio Jesús Martínez "Palillo".

## Historia
Los orígenes del equipo se remontan al Valle de Xico Fútbol Club, equipo patrocinado por el Ayuntamiento de Valle de Chalco Solidaridad, el cual tenía su sede en esa localidad mexiquense, sin embargo, este club únicamente participaría como tal durante la temporada 2019-2020, para después pasar a rentar su franquicia a otros clubes.
En 2021 el equipo fue retomado con el objetivo de que este pudiera participar en la Segunda División de México, situación que se hizo oficial el 30 de julio cuando se dio a conocer su ingreso en la Serie B de México.
El club debutó de manera oficial el 18 de septiembre de 2021 cuando el equipo fue derrotado por un marcador de 0-6 ante Aguacateros Club Deportivo Uruapan.
El club únicamente permaneció activo durante la temporada 2021-22, sin embargo, la escuadra obtuvo unos pobres resultados deportivos al sumar un solo punto en 24 partidos disputados, lo que sumado al poco interés que el equipo atrajo entre la afición significaron la pausa del proyecto para la siguiente temporada y la posterior desaparición del equipo al no reactivar su franquicia tras agotarse el periodo otorgado por la liga.

## Estadio
El Estadio Jesús Martínez "Palillo" es un recinto deportivo multiusos que se encuentra ubicado en la Ciudad Deportiva Magdalena Mixhuca, en la Ciudad de México. El estadio cuenta con gradas con capacidad de 6,000 espectadores así como un palco presidencial. Lleva el nombre de su principal patrocinador financiero, el actor cómico Jesús Martínez, más conocido como "Palillo". 

## Temporadas
| Temporada     | División          | Posición |
| ------------- | ----------------- | -------- |
| Apertura 2021 | 4.Segunda Serie B | 8o.      |
| Clausura 2022 | 4.Segunda Serie B | 7o.      |